# Ingrid Deltenre

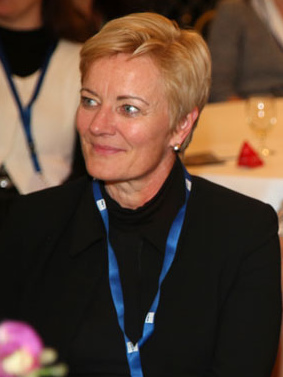
Ingrid Deltenre (2013)

Ingrid Ella Deltenre (* 25. August 1960 in Wettingen) ist eine niederländisch-schweizerische Managerin.  Von 2004 bis 2009 war sie Direktorin des Schweizer Fernsehens, von 2010 bis 2017 Leiterin der Generaldirektion der Europäischen Rundfunkunion in Genf. Sie ist Mitglied in verschiedenen Verwaltungsräten.

## Werdegang
Nach dem Studium der Pädagogik, Publizistik und der biologischen Anthropologie in Zürich wirkte Deltenre als Generalsekretärin des Verbandes Schweizer Presse. Anschliessend wechselte sie zum Verlagshaus Ringier, zunächst in die Abteilung für Geschäftsentwicklung und übernahm schliesslich für fast fünf Jahre die Verlagsleitung der Wirtschaftszeitung Cash. Von 1998 bis 1999 war sie Chief Marketing Officer der Swisscard AECS GmbH, Schweiz.
Danach war sie vier Jahre Direktorin der publisuisse, eines Tochterunternehmens der Schweizerischen Radio- und Fernsehgesellschaft, das mit dem Verkauf von Werbezeit betraut war. Im Januar 2003 wurde sie zur Direktorin des Schweizer Fernsehens DRS (ab Dezember 2005 Schweizer Fernsehen) gewählt. Die Wahl wurde in den Medien zum Teil scharf diskutiert, weil sie dem Regionalrat des Schweizer Fernsehens DRS als einzige Kandidatin zur Wahl vorgeschlagen worden war. Ausserdem wurde auf ihre geringen publizistischen Erfahrungen hingewiesen. Sie übernahm auf Anfang 2004 das Amt von Peter Schellenberg, der es von 1988 bis 2003 innehatte und altershalber ausschied, und übte es bis 2009 aus.
Deltenre war von April 2005 bis November 2010 Präsidentin des Verwaltungsrats der Produktionsfirma tv productioncenter zürich ag. Von 2010 bis 2017 war sie Leiterin der Generaldirektion der Europäischen Rundfunkunion in Genf.
Sie ist Mitglied der Verwaltungsräte der Banque Cantonale Vaudoise (2014), Givaudan (2015), Agence France Press (2017)  und seit 2016 Aufsichtsrätin der Deutsche Post DHL Group. Sie ist Präsidentin des Leitungsausschusses des Executive MBA der Universität Zürich, seit Mai 2019 Stiftungsrätin der Schweizer Berghilfe und seit August 2019 Verwaltungsrätin bei der Akara Funds AG. Von 2018 bis 2020 war sie Verwaltungsrätin bei der Sunrise Communications AG. Seit 2019 ist sie Mitglied im Advisory Board der von Ringier lancierten Initiative «EqualVoice», deren Ziel es ist, die Sichtbarkeit von Frauen in der Medienberichterstattung zu erhöhen.
2019 wurde sie mit dem vom Beratungsunternehmen Mercuri Urval verliehenen Award «Schweizer Verwaltungsrätin des Jahres» ausgezeichnet. ORF-Generaldirektor  Roland Weißmann bestellte sie im März 2023 zur Leiterin der Ethikkommission des Österreichischen Rundfunks.

## Persönliches
Deltenre wurde als niederländische Staatsangehörige in Wettingen geboren. Ende 2009 wurde sie in ihrer Wohngemeinde Zollikon eingebürgert, sie ist niederländisch-schweizerische Doppelbürgerin. Ihr Lebenspartner ist der PR-Berater Sacha Wigdorovits.